# アリス・シュレジンガー
アリス・ヘスター・エリザベス・シュレジンガー（ヘブライ語: אליס שלזינגר 、英: Alice Hester Elizabeth Schlesinger、1988年5月26日 - ）は、イスラエルの女子柔道家。身長は165cm。
テルアビブ出身。2014年に国籍をイスラエルからイギリスに変更した。

## 来歴
2004年のヨーロッパカデ選手権57kg級で優勝すると、世界ジュニアでは3位になった。その後、階級を63kg級に上げた。2008年北京オリンピックでは2回戦でフランスのリュシ・ドコスに有効で敗れた。2009年の世界選手権では地元オランダのエリザベト・ウィルボーダスに合技で敗れるものの3位となった。2010年の世界選手権では準々決勝で日本の上野順恵に指導2で敗れるなどして5位に終わった。2011年の世界選手権では2回戦で敗れた。2012年には国内のライバルであるヤーデン・ジェルビに競い勝ってロンドンオリンピックに出場するが、準々決勝でスロベニアのウルシカ・ジョルニルに腕挫十字固で敗れると、敗者復活戦でもフランスのジブリズ・エマヌに指導2で敗れて7位に終わった。その後、イスラエル柔道連盟はシュレジンガーの恋人でありコーチでもあるパベル・モシンの給料を切り下げた。また、オリンピックの結果を踏まえて、各個人よりも代表での練習を主体とするチームへ再編成することになった。シュレジンガーに対しても、新しく女子ナショナルチームの監督となったジェルビのコーチでもあるシャニ・ヘルシュコの下で指導を受けるように指示した。シュレジンガーとモシンはこの決定に憤激した。しかし、それでも一時はナショナルチームに加わったが、2013年にブダペストで開催されたヨーロッパ選手権の旅費を巡る金銭トラブルからチームを離れることになった。その後、世界選手権でライバルのジェルビが優勝するとシュレジンガーは、｢イスラエル柔道連盟は2016年のリオデジャネイロオリンピックに誰を出場させるか既に決定している｣と主張した。その点についてはロンドンオリンピック終了直後に会長のモシェ・ポンティにも言われていたことだという。かくして、シュレジンガーは再出発を図るために国籍変更を決めた。対立関係にあるイスラエル柔道連盟がそれに同意して状況が整えば、母親の出身国であるイギリス代表になることも可能となる。2014年4月にはイスラエル柔道連盟がイギリスへの国籍変更に同意したために、12月にはイギリスの国内選手権63kg級に出場して優勝を飾った。イギリス代表として出場した最初の国際大会である2015年のヨーロッパオープン・ソフィアでは、決勝で日本の津金恵に技ありで敗れて2位だった。
2016年のリオデジャネイロオリンピックでは2回戦で敗れた。
なお、2013年にはクラッシュの世界選手権63kg級とサンボの世界選手権64kg級でそれぞれ優勝している。加えて、ユニバーシアードのベルトレスリング66kg級でも優勝した。2014年にはサンボの世界選手権64kg級で2連覇を達成した。

## 主な戦績
- 2003年 - ヨーロッパユースオリンピックフェスティバル　3位(52k級)
- 2004年 - ヨーロッパカデ柔道選手権大会　優勝(57k級)
- 2004年 - 世界ジュニア　3位(57k級)

以降は63kg級での戦績
- 2005年 - ヨーロッパジュニア　3位
- 2006年 - ベルギー国際　ジュニアの部　2位
- 2006年 - ヨーロッパジュニア　2位
- 2006年 - 世界ジュニア　5位
- 2007年 - ヨーロッパジュニア　優勝
- 2008年 - ヨーロッパ選手権　3位
- 2009年 - ヨーロッパ選手権　3位
- 2009年 - 世界選手権　3位
- 2009年 - U23ヨーロッパ柔道選手権大会　優勝
- 2010年 - ワールドマスターズ　3位
- 2010年 - ワールドカップ・タリン　優勝
- 2010年 - 世界選手権　5位
- 2010年 - ワールドカップ・バクー　優勝
- 2010年 - グランプリ・ロッテルダム　5位
- 2010年 - グランプリ・青島　5位
- 2011年 - グランプリ・デュッセルドルフ　2位
- 2011年 - ヨーロッパ選手権　5位
- 2011年 - グランプリ・バクー　優勝
- 2011年 - グランドスラム・モスクワ　5位
- 2011年 - ワールドカップ・リスボン　優勝
- 2011年 - ワールドカップ・サンパウロ　2位
- 2011年 - ワールドカップ・タシュケント　優勝
- 2011年 - グランドスラム・東京　5位
- 2011年 - グランプリ・青島　3位
- 2012年 - グランドスラム・パリ　3位
- 2012年 - グランプリ・デュッセルドルフ　5位
- 2012年 - ヨーロッパ選手権　3位
- 2012年 - グランドスラム・モスクワ　優勝
- 2012年 - ロンドンオリンピック　7位
- 2013年 - グランプリ・サムスン　3位
- 2015年 - ヨーロッパオープン・ソフィア　2位
- 2015年 - グランプリ・デュッセルドルフ　優勝
- 2015年 - ヨーロッパオープン・プラハ　2位
- 2015年 - グランプリ・サムスン　3位
- 2015年 - グランドスラム・バクー　3位
- 2015年 - グランドスラム・チュメニ 3位
- 2015年 -　グランプリ・チェジュ　3位
- 2016年 - グランプリ・デュッセルドルフ　2位
- 2016年 -　グランドスラム・バクー　優勝
- 2017年 -　グランドスラム・バクー　優勝
- 2017年 - ヨーロッパ選手権　3位
- 2017年 - グランプリ・ハーグ 2位
- 2018年 -　ヨーロッパ選手権　5位
- 2018年 -　グランプリ・ハーグ　2位
- 2019年 - グランプリ・アンタルヤ　3位
- 2019年 - ヨーロッパ競技大会　2位
- 2019年 -　オセアニアオープン・パース　3位

(出典、JudoInside.com)

## 脚註
1. 1 2 3  Alice Schlesinger Biography and Olympic Results[リンク切れ]Archived 2020年4月17日, at the Wayback Machine.
2. 1 2 3  profile
3. ↑  Sinai Says: Everyone is a loser in row between Schlesinger and judo association
4. ↑  Judo star quits Israel and could line-up for GB
5. ↑  “מי חזרה: שלזינגר אלופת בריטניה בג'ודו”. 2014年12月17日時点のオリジナルよりアーカイブ。2014年12月16日閲覧。
6. ↑  L'Israélienne Alice Schlesinger championne ... du Royaume-Uni
7. ↑  Schlesinger: I cannot describe those last two years!
8. ↑  “Ex-Israeli Olympian Schlesinger finishes second in judo debut for Great Britain”. 2015年2月19日時点のオリジナルよりアーカイブ。2015年2月19日閲覧。
9. ↑  “Winners and runners-up on the second day of the 2013 World SAMBO Championships”. 2013年12月2日時点のオリジナルよりアーカイブ。2013年11月25日閲覧。
10. ↑  IX World Championships day one results
11. ↑  “2013 Summer Universiade – Belt wrestling”. 2013年7月9日時点のオリジナルよりアーカイブ。2014年1月8日閲覧。
12. ↑  Победители и призеры второго дня Чемпионата мира по самбо 2014 в Японии